# Włodzimierz Stępień
Włodzimierz Tadeusz Stępień (ur. 24 października 1952 w Kielcach) – polski polityk, samorządowiec, poseł na Sejm V kadencji, prezydent Kielc w latach 1998–2002.

## Życiorys
Absolwent Technikum Geologicznego w Kielcach. Ukończył następnie studia z zakresu inżynierii budownictwa na Politechnice Świętokrzyskiej. Karierę zawodową zaczynał jako stażysta referent w kieleckim „Instalu”. Od 1980 działał w Związku Socjalistycznej Młodzieży Polskiej oraz Polskiej Zjednoczonej Partii Robotniczej. Należał następnie do Socjaldemokracji Rzeczypospolitej Polskiej, w 1999 przystąpił do Sojuszu Lewicy Demokratycznej (był wiceprzewodniczącym zarządu miejskiego i wojewódzkiego tej partii). Od 1996 pełnił funkcję wiceprezydenta, a w kadencji 1998–2002 – prezydenta Kielc. Do września 2005 pracował jako dyrektor Generalnej Dyrekcji Dróg Krajowych i Autostrad w Kielcach, zasiadał też w radzie miasta.
W wyborach parlamentarnych w 2005 uzyskał mandat poselski z listy Sojuszu Lewicy Demokratycznej w okręgu kieleckim, otrzymując 12 655 głosów. W przedterminowych wyborach w 2007 bez powodzenia ubiegał się o reelekcję z listy Lewicy i Demokratów. W 2010 uzyskał mandat radnego sejmiku świętokrzyskiego, następnie został jego wiceprzewodniczącym. 19 września 2011 został dyrektorem biura zarządu Radia Kielce. 12 kwietnia 2013 został koordynatorem Europy Plus w województwie świętokrzyskim, w związku z czym 5 dni później został zawieszony w prawach członka SLD, a dwa dni później zrezygnował z członkostwa w tej partii. W październiku tego samego roku zaangażował się w działalność nowo powstałej partii Twój Ruch. W 2014 nie ubiegał się o reelekcję w wyborach samorządowych, a na początku lutego 2015 odszedł z TR.
W 2004 otrzymał Krzyż Kawalerski Orderu Odrodzenia Polski.